# Affaire de la Garantie foncière
L'affaire de la Garantie foncière est une affaire politico-financière française révélée en 1971, et qui met au grand jour les relations frauduleuses entre une SCPI (société civile de placement immobilier), La Garantie foncière, et le député gaulliste André Rives-Henrÿs, entraînant la démission de ce dernier et l'intervention de la COB. Les médias dénoncent l'affairisme du pouvoir en place et lancent la fameuse formule de l'« État-UDR ».
Le scandale éclate sous la présidence de Georges Pompidou, dans une période de modernisation frénétique et de prospérité comme la France n'en a pas connue depuis le Second Empire. Pour cela, sans doute, le scandale sera assez vite oublié.

## Le scandale

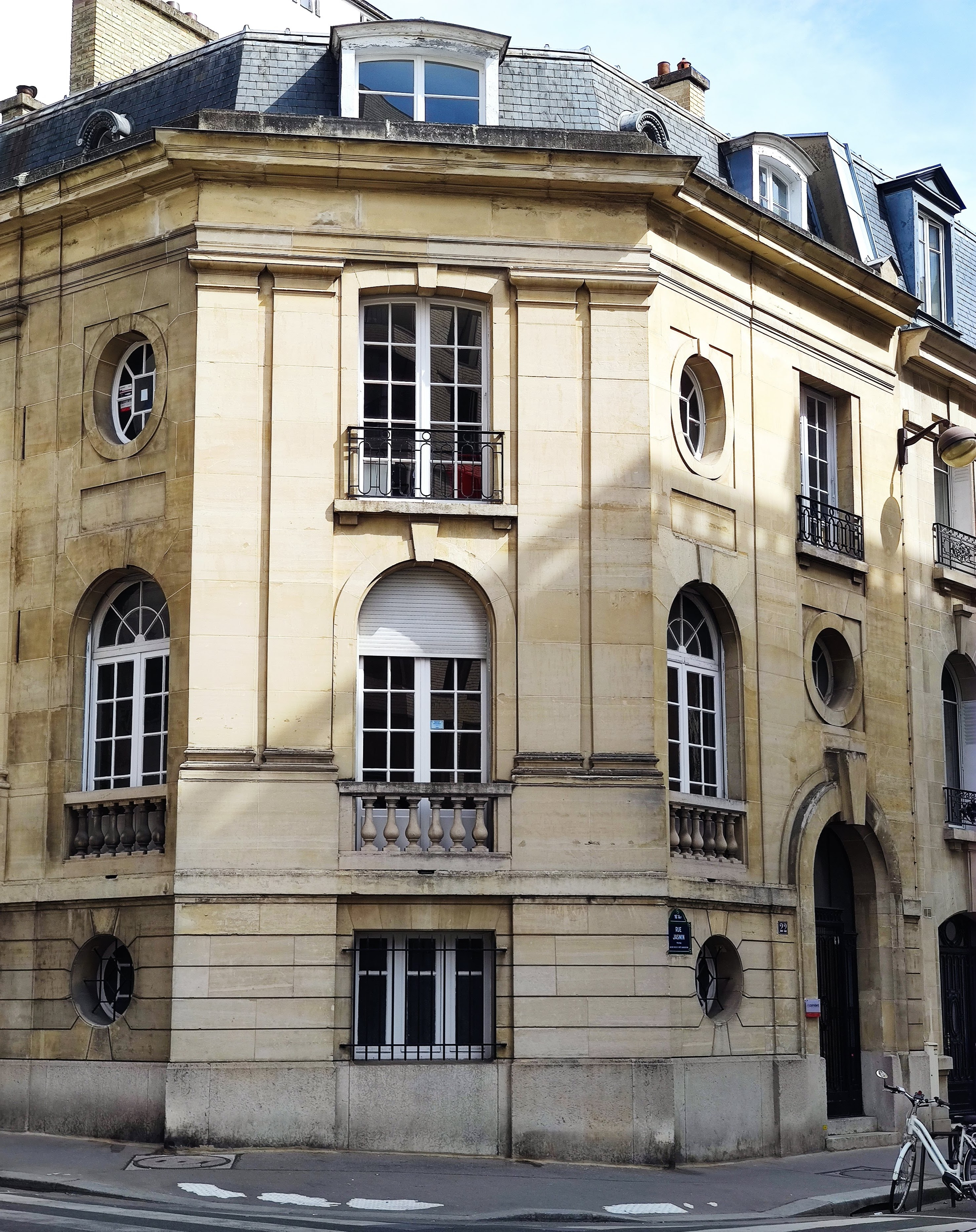
22, rue Jasmin, Paris 16e : siège de la Garantie foncière en 1971.

La Garantie foncière est une société civile de placement immobilier (SCPI) créée le 31 décembre 1967 par un entrepreneur à la tête d'une affaire d'import-export d'affaires Robert Frenkel pour « acquérir des biens immobiliers et les louer ». Elle collecte le capital auprès des particuliers et l'investit dans l'immobilier. Elle rémunère ses souscripteurs avec les revenus et les loyers de ses investissements.
En 1971, elle affiche déjà plus de 14 000 souscripteurs, pour un capital de 220 millions de francs, et annonce des rendements de 10,25 %, supérieurs à celui de toutes ses concurrentes. Robert Frenkel et ses complices en profitent pour vendre à la Garantie foncière des immeubles qu'ils viennent d'acquérir à bas prix avec l'argent des souscripteurs. Ils empochent ainsi une jolie plus-value au détriment de ces derniers. 
Pour se couvrir, le fondateur et président de la Garantie foncière juge habile de s'associer à un homme influent, à la fois homme d'affaires et homme politique, André Rives de Lavaysse, plus connu sous le nom d'André Rives-Henrÿs. Député de Paris pour le 19e arrondissement de Paris, c'est un militant gaulliste de la première heure (il a été secrétaire général adjoint de l'UNR, future UDR).  
Dès 1969, la commission des opérations de bourse (COB) et la brigade financière suspectent la société d'exagérer ses gains et de verser des intérêts avec l'argent apporté par les nouveaux souscripteurs. Cette escroquerie est connue sous le nom de « système de Ponzi ». Valéry Giscard d'Estaing, nouveau ministre de l'Économie et des Finances, charge discrètement l'un de ses conseillers, Antoine Brunet, de surveiller la SCPI. L’affaire est rendue publique le 5 juillet 1971 lorsqu'un article du Monde révèle que la COB interdit à la Garantie Foncière de réclamer par voie d’annonce publicitaire l’épargne des souscripteurs.
André Rives-Henrÿs est inculpé le 19 juillet 1971 pour escroquerie, abus de confiance et abus de biens sociaux. Robert Frenkel et sa femme, née Nicole Moskovitch, sont également inculpés,. Enfin, Victor Rochenoir, un avocat-conseil de ses amis, lui aussi gaulliste puisqu'il a été à trois reprises candidat à la députation comme gaulliste de gauche, est inculpé en août 1971 en tant que conseiller juridique et fiscal de la Garantie foncière,,. Au total, ce sont dix-sept personnes qui sont inculpées dans l'affaire de la Garantie foncière. Parmi eux se trouvent également un ancien journaliste, deux anciens directeurs de banque et des commerciaux.  
L'affaire prend dès le départ une tournure politique. Rivarol, mensuel d'extrême-droite, publie sa revue le 22 juillet 1971 avec le titre « À bas les voleurs ! ». Le journal L'Humanité prévoit une manifestation dans la rue alors que François Mitterrand, Premier secrétaire du Parti socialiste, nouvellement créé, dénonce l'affairisme de la droite.
La coalition de droite se déchire. Le deuxième parti de la majorité, les Républicains indépendants, dirigé par Valéry Giscard d'Estaing, dénonce le pouvoir de son alliée l'UDR, l'ex-parti gaulliste, sur les rouages de l'administration. C'est « l'État-UDR ». Michel Poniatowski, ami proche de Valéry Giscard d'Estaing, dénonce même « la république des copains et des coquins ». La formule connaîtra succès et postérité et contribuera peut-être à la défaite, aux élections présidentielles de mai 1974, du candidat gaulliste Jacques Chaban-Delmas, alors premier ministre, accusé par Le Canard enchaîné de n'avoir payé aucun impôt quand il était président de l'Assemblée nationale. 
Le procès de la Garantie foncière s'ouvre en octobre 1973. André Rives-Henrÿs choisit pour sa défense Me Jean-Louis Tixier-Vignancour, avocat et candidat d'extrême-droite à l'élection présidentielle de 1965,. 36 audiences auront lieu pendant les trois mois de procès. 
En mars 1974, les trois principaux prévenus, André Rives-Henrÿs, Robert Frenkel et Victor Rochenoir, sont condamnés à des peines d'emprisonnement, qui seront confirmées en appel. Les époux Frenkel sont ainsi condamnés à des peines de prison pour avoir détourné pour eux-mêmes 32 millions de francs. Dans une affaire annexe, la sentence prononcée est de quinze mois d'emprisonnement avec sursis et 100 000 francs d'amende pour Robert Frenkel, dix mois avec sursis et 50 000 francs pour sa femme.
Mais le scandale sera vite oublié entre la mort du président Georges Pompidou avant la fin de son mandat qui permettra à Valéry Giscard d'Estaing d'accéder à l'Élysée et la fin des Trente Glorieuses causée par les chocs pétroliers de 1973 et de 1979.

## L'affaire de la Garantie foncière dans la culture
Le chanteur Henri Salvador évoque le scandale dans une chanson intitulée Ahh !!! La Garantie foncière :
Ah, la Garantie foncière

Ça c'était la bonne affaire

Je m'voyais déjà propriétaire

Rien n'est plus sûr que la pierre.
Le single sort en 1972.
Le cinéaste Jean-Pierre Mocky, l'année même du scandale, en tire une comédie burlesque, Chut !, tandis que Christian de Chalonge s'en inspire pour son film L'Argent des autres, sorti en 1978,.

## Conséquences juridiques
Après le scandale, une loi vient renforcer les règles d’incompatibilité entre certaines activités privées et le mandat de député : c'est la "Loi organique du 24 janvier 1972" qui modifie "l'Ordonnance du 24 octobre 1958 portant sur les conditions d'éligibilité et incompatibilité parlementaire". 
Cette loi crée 5 catégories d'entreprises dont la direction est incompatible avec le mandat de parlementaire. 
- Les sociétés jouissant d'avantages assurés par l’État ou une collectivité. (Sauf si ces avantages découlent de l'application d'une législation à caractère générale).
- Les sociétés ayant un objet exclusivement financier et faisant appel à l'épargne publique.
- Les sociétés dont l'objet porte sur l'exécution de travaux pour le compte de l’État ou des collectivités.
- Les sociétés à but lucratif de promotion immobilière dont l'objet est l'achat de terrain.
- Les sociétés dont le capital est constitué à plus de 50% de participations des entreprises évoquées plus haut.